# Казе Атеманди (Тревизо)
Казе Атеманди је насеље у Италији у округу Тревизо, региону Венето.
Према процени из 2011. у насељу је живело 45 становника. Насеље се налази на надморској висини од 29 м.